# 1983 na música

## Eventos
- É lançado o álbum Ares e Bares de Fronteira  da banda portuguesa de rock UHF.
- O Cantor Ritchie lança a música "Menina Veneno" que tocou mais que "Billie Jean" de Michael Jackson no Brasil e vendendo mais de 1,2 milhão de cópias com o álbum de estreia Vôo de Coração.
- A cantora sueca Agnetha Fältskog lança o álbum de estúdio, Wrap Your Arms Around Me.
- O Mötley Crüe lança seu segundo álbum de estúdio, Shout At The Devil.
- O Iron Maiden lança seu quarto álbum de estúdio, Piece of Mind, marcando a entrada do baterista Nicko McBrain.
- Surge o Metallica, que logo mais viria a se tornar uma das maiores bandas de heavy/thrash metal, com o álbum Kill 'Em All.
- A banda de thrash metal norte-americana Slayer lanca seu primeiro álbum de estúdio, Show no Mercy, que posteriormente se tornaria um álbum clássico na história do metal.
- A banda de hard rock norte-americana Kiss removeu as maquiagens e revelaram suas reais identidades, lançando assim o décimo primeiro álbum de estúdio, Lick It Up, marcado também pela nova sonoridade glam metal que estava na moda nos anos 1980.
- A banda britânica Spandau Ballet lança "True", que se torna o maior sucesso da banda.
- O Sepultura foi criado, uma das maiores bandas de thrash metal do mundo.
- Foi criada a banda Red Hot Chili Peppers, tendo hoje como integrantes originais apenas Anthony Kiedis e Flea.
- O cantor e compositor David Bowie lança Let's Dance, um dos seus álbuns mais famosos, acompanhando a sonoridade dançante dos anos 80 e a aperfeiçoando.
- A banda Capital Inicial foi criada.
- A banda Paralamas do Sucesso lança seu primeiro LP.
- A banda Bon Jovi foi criada.
- A banda Raça Negra foi criada.
- Michael Jackson apresenta sua música "Billie Jean" (single mais vendido do ano) no especial de 25 anos da gravadora Motown e mostra para o mundo seu eterno passo de dança, Moonwalk.
- 23 de Junho - A banda americana Kiss faz show no Maracanã para mais de 250.000 pessoas (o maior público pagante de um show com uma banda só), e faz também um grande show no  Mineirão no qual Paul Stanley (The Starchild) veste a camisa do Clube Atlético Mineiro.
- Cyndi Lauper lança seu primeiro álbum (She's So Unusual). Sendo a primeira mulher a emplacar quatro músicas no top 5 mundial de um mesmo CD.
- Início da banda Kid Abelha e lançamento de seu primeiro compacto, "Pintura Íntima".
- A banda de rock irlandesa U2 lança seu terceiro álbum, War.
- O músico norte-americano Billy Joel lança An Innocent Man, o seu 10º álbum.
- A banda de thrash metal Megadeth é fundada por Dave Mustaine.
- Madonna lança seu primeiro álbum de estúdio Madonna, que vende mais de 8 milhões de cópias[carece de fontes?].
- A banda de hhard rock australiana AC/DC lança seu terceiro álbum com Brian Johnson, Flick of the Switch.
- A banda estadunidense de Horror punk Misfits lança seu segundo álbum de estúdio Earth A.D., sendo também esse o último álbum que a banda gravou com o membro fundador Glenn Danzig nos vocais.

## Nascimentos
| Data            | Nome               | Profissão                                     | Nacionalidade          | Observações | Ref |
| --------------- | ------------------ | --------------------------------------------- | ---------------------- | ----------- | --- |
| 19 de janeiro   | Hikaru Utada       | cantora e compositora                         | Japão / Estados Unidos |             |     |
| 28 de janeiro   | Sandy              | cantora e atriz                               | Brasil                 |             |     |
| 19 de fevereiro | Mika Nakashima     | cantora, modelo e atriz                       | Japão                  |             |     |
| 3 de março      | Kelly Key          | cantora                                       | Brasil                 |             |     |
| 9 de março      | Maite Perroni      | atriz e cantora                               | México                 |             |     |
| 11 de março     | Thiaguinho         | cantor e compositor                           | Brasil                 |             |     |
| 20 de Abril     | Sebastian Ingrosso | DJ, membro Swedish House Mafia                | Suécia                 |             |     |
| 2 de maio       | Mon Laferte        | cantora                                       | Chile México           |             |     |
| 14 de maio      | Anahi              | atriz e cantora                               | México                 |             |     |
| 16 de maio      | Nancy Ajram        | cantora e ativista                            | Líbano                 |             |     |
| 16 de maio      | Garmiani           | DJ                                            | Suécia                 |             |     |
| 2 de junho      | Brooke White       | cantora                                       | Estados Unidos         |             |     |
| 6 de junho      | Kelela             | cantora                                       | Estados Unidos         |             |     |
| 8 de junho      | Mamoru Miyano      | cantor                                        | Japão                  |             |     |
| 19 de junho     | Macklemore         | cantor e compositor                           | Estados Unidos         |             |     |
| 1 de Julho      | Leeteuk            | cantor, compositor e apresentador             | Coreia do Sul          |             |     |
| 2 de julho      | Eugent Bushpepa    | cantor                                        | Albânia                |             |     |
| 10 de Julho     | Heechul            | cantor, ator e apresentador                   | Coreia do Sul          |             |     |
| 22 de julho     | Arsenium           | cantor                                        | Moldávia               |             |     |
| 7 de agosto     | Christian Chávez   | ator e cantor                                 | México                 |             |     |
| 18 de agosto    | Mika               | cantor                                        | Líbano / Inglaterra    |             |     |
| 28 de agosto    | Alfonso Herrera    | ator e cantor                                 | México                 |             |     |
| 13 de setembro  | James Bourne       | cantor e compositor                           | Inglaterra             |             |     |
| 14 de setembro  | Amy Winehouse      | cantora e compositora                         | Inglaterra             | m. 2011     |     |
| 1 de outubro    | Rael               | cantor, compositor e rapper                   | Brasil                 |             |     |
| 10 de outubro   | Lzzy Hale          | cantora, guitarrista, musicista e compositora | Estados Unidos         |             |     |
| 16 de outubro   | Loreen             | cantora e produtor músical                    | Suécia                 |             |     |
| 24 de outubro   | Adrienne Bailon    | atriz e cantora                               | Estados Unidos         |             |     |
| 6 de novembro   | Gisela João        | fadista                                       | Portugal               |             |     |
| 20 de novembro  | Future             | rapper e empresário                           | Estados Unidos         |             |     |
| 10 de dezembro  | Katrin Siska       | tecladista e vocalista                        | Estónia                |             |     |

## Mortes
| Data           | Nome                   | Profissão      | Nacionalidade  | Observações | Ref |
| -------------- | ---------------------- | -------------- | -------------- | ----------- | --- |
| 4 de Fevereiro | Karen Carpenter        | cantora        | Estados Unidos | n. 1950     |     |
| 2 de Abril     | Clara Nunes            | cantora        | Brasil         | n. 1943     |     |
| 22 de Abril    | Earl "Fatha" Hines     | músico         | Estados Unidos |             |     |
| 30 de Abril    | Muddy Waters           | músico         | Estados Unidos | n. 1915     |     |
| 3 de Maio      | Armando José Fernandes | compositor     | Portugal       | n. 1906     |     |
| 17 de Agosto   | Ira Gershwin           | músico         | Estados Unidos | n. 1896     |     |
| 23 de Setembro | Angelo Antônio         | ator e cantor  | Brasil         | n. 1939     |     |
| 26 de Setembro | Tino Rossi             | cantor e actor | França         | n. 1901     |     |
| 9 de Novembro  | Altemar Dutra          | cantor         | Brasil         | n. 1940     |     |
| 28 de dezembro | Dennis Wilson          | músico         | Estados Unidos | n. 1944     |     |